# 愛人 (テレサ・テンのアルバム)
『愛人』（あいじん）は、テレサ・テンの日本での通算14枚目のオリジナル・アルバムである。1985年3月1日にトーラスレコードからLP盤（レコード品番：28TR-2062）とカセットテープ（規格品番：28TT-1062）形式でリリースされた。全10曲収録。

## 概要
トーラスレコード移籍後にリリースした4枚目のオリジナル・アルバムとなった。シングル曲「愛人」と本作のために書き下ろされた完全オリジナル曲を収録。
1995年9月1日にトーラスレコードより初CD化（規格品番：TACL-2402）された。

## 批評
CDジャーナルは、「大ヒット曲をメインに、飛鳥涼や小椋佳も作家として参加、ニューミュージックのテイストも加えた意欲作だ、アルバムとしての表現を重視した彼女の前向きの姿勢がよく出ている。「愛人」「雨に濡れて」といったシングル曲をはじめ、哀愁を帯びたナンバーがたっぷりと楽しめる。」と評した。

## 収録曲
| #         | タイトル                     | 作詞         | 作曲       | 編曲      | 時間  |
| --------- | ---------------------------- | ------------ | ---------- | --------- | ----- |
| A1.       | 「愛人」                     | 荒木とよひさ | 三木たかし | 川口真    | 3:48  |
| A2.       | 「雨に濡れて」               | 荒木とよひさ | 三木たかし | 川口真    | 4:37  |
| A3.       | 「ノスタルジア」             | 松井五郎     | 南こうせつ | 川口真    | 4:10  |
| A4.       | 「驛舎」                     | 荒木とよひさ | 三木たかし | 川口真    | 4:36  |
| A5.       | 「I LOVE YOU」               | 小椋佳       | 小椋佳     | 桜庭伸幸  | 4:01  |
| B1.       | 「乱されて」                 | 荒木とよひさ | 三木たかし | 梅垣達志  | 3:26  |
| B2.       | 「ミッドナイト・レクイエム」 | 林真理子     | 川口真     | 川口真    | 4:02  |
| B3.       | 「愛は砂のように」           | 美樹克彦     | 美樹克彦   | 桜庭伸幸  | 3:36  |
| B4.       | 「夕凪」                     | 松井五郎     | 川口真     | 川口真    | 3:37  |
| B5.       | 「今でも…」                  | 飛鳥涼       | 飛鳥涼     | 瀬尾一三  | 4:10  |
| 合計時間: | 合計時間:                    | 合計時間:    | 合計時間:  | 合計時間: | 40:03 |

## スタッフ
- プロデューサー：三坂洋
- ディレクター：福住哲弥
- ミキサー：半田克之
- フォトグラファー：渡辺達生
- デザイナー：小林平九郎